# Coltello da scandole

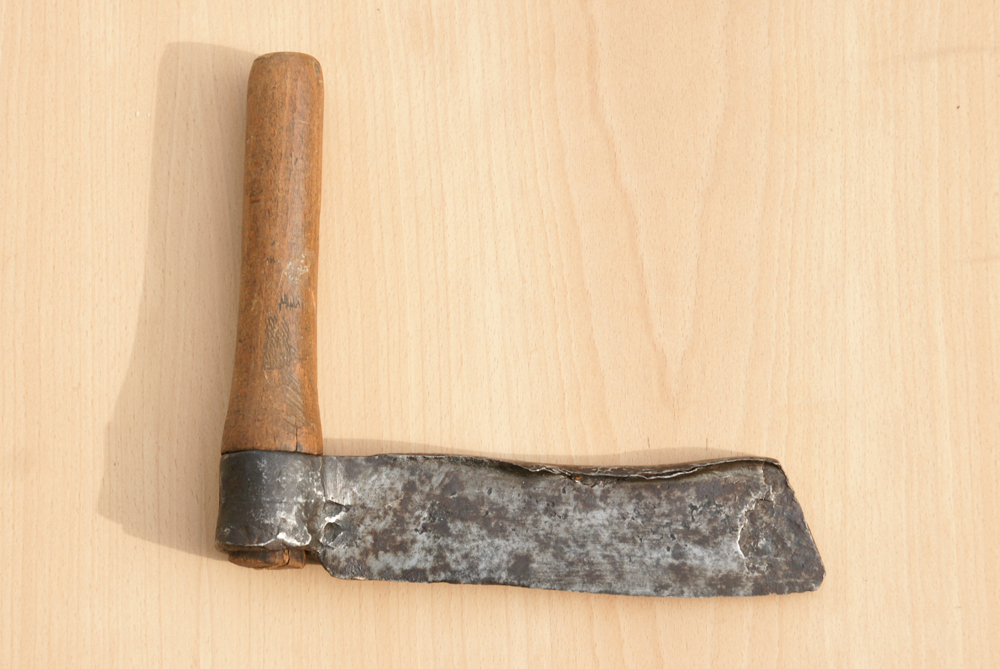
Un coltello da scandole risalente al 1900.

Un coltello da scandole è uno strumento utilizzato per spaccare i ceppi di albero nel senso della venatura. Il coltello da scandole ha una forma a L e viene usato facendo penetrare la sua lama all'interno del legno a forza di colpi di maglio e ruotando quindi il manico in modo da fare leva e spezzare il tronco applicando una forza relativamente piccola.

## Panoramica

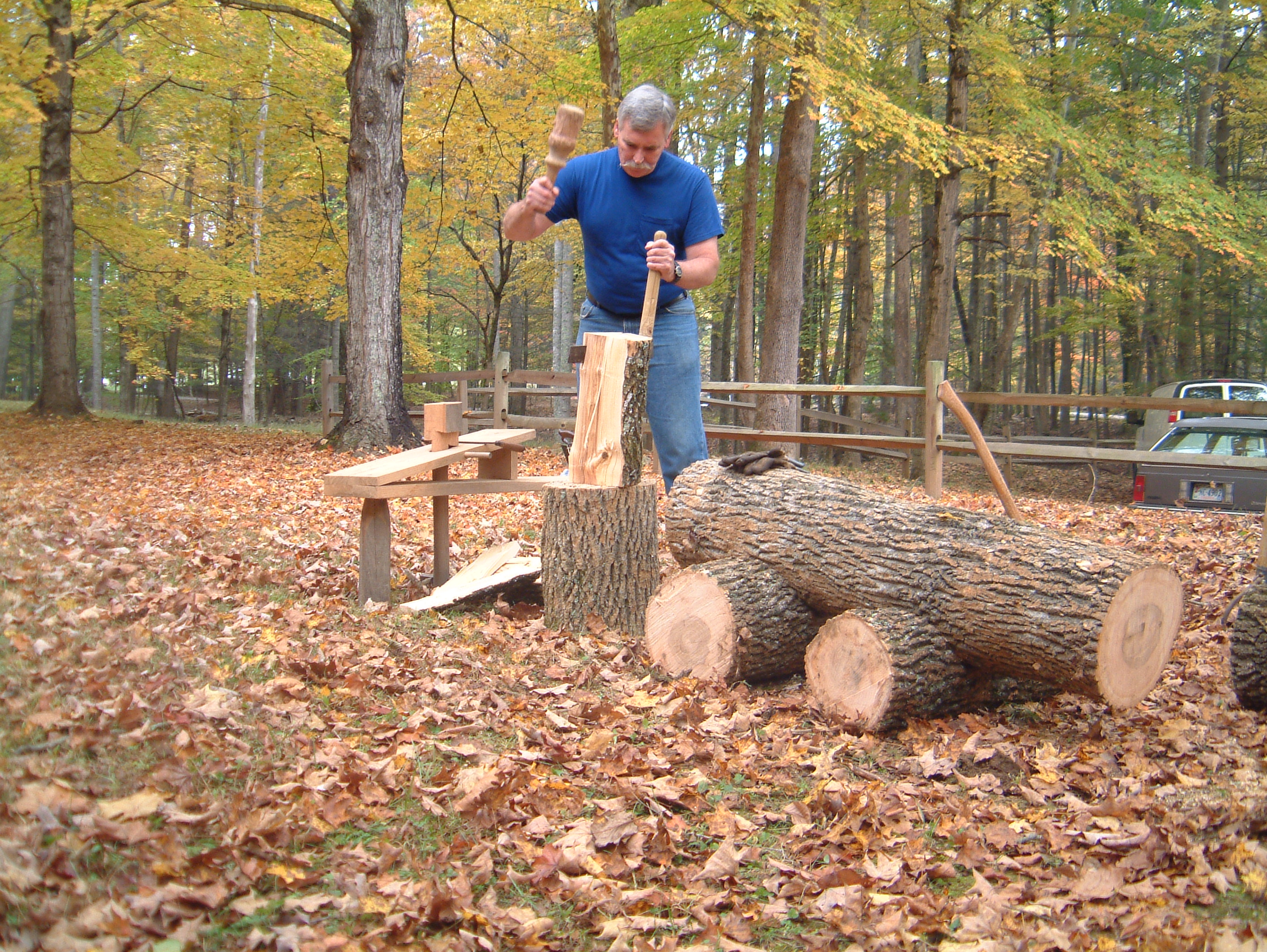
Falegname intento ad utilizzare un coltello da scandole.

Un coltello da scandole ha generalmente la forma di un'ascia, ossia una forma ad L con la testa (tipicamente d'acciaio) perpendicolare al manico (tradizionalmente di legno), e può essere visto come un'ascia con il taglio sulla parte superiore di una testa lunga, stretta e rettangolare piuttosto che all'estremità di una testa ricurva.
I coltelli da scandole sono utilizzati assieme ad un maglio di legno, tipicamente di frassino, per la produzione di scandole (tradizionali tegole di legno utilizzate nella copertura dei tetti soprattutto nel nord Italia e nel nord Europa) e di tavole in generale; questo strumento risulta infatti più sicuro e preciso di un'accetta poiché, al contrario di quest'ultima, esso poggia direttamente sul tronco e non c'è bisogno del caricamento precedente il colpo. Battendo con il maglio dapprima sulla testa e poi, quando questa è penetrata nel ceppo, sulla parte di testa che spunta dal tronco, il coltello da scandole viene spinto sempre più in profondità fino a che l'utilizzatore non decide che sia giunto il momento di fare leva con il manico e dividere la fetta di tronco tagliata dal resto. Proprio per il modo in cui si adopera, è impossibile ottenere scandole più larghe della testa dello strumento.
Il vantaggio nell'utilizzo di un coltello da scandole sta nel fatto che, essendo esso appoggiato direttamente sul tronco, questo strumento permette di tagliare il ceppo esattamente nel punto desiderato, cosa piuttosto difficile da fare, a meno di essere utilizzatori davvero esperti, con un'ascia o un'accetta. Ciò permette di mantenere una certa regolarità nello spessore dei pezzi che si stanno fabbricando, siano essi scandole o tavole da parquet. Il coltello da scandole trova impiego anche nella produzione di tavole da sottoporre al piegamento a vapore, essendo tagliate lungo la venatura, infatti, esse risultano meno inclini a spezzarsi.

## Utilizzo in sicurezza
Nell'utilizzo del coltello da scandole è buona norma tenere il manico con presa salda onde evitare che, nel colpire con il maglio la porzione di lama che esce dal ceppo, il manico vada a colpire l'utilizzatore (lo scandolaio), cosa che potrebbe succedere se la lama dovesse incontrare un nodo all'interno del tronco.
È inoltre consigliabile, quando si dà il primo colpo per far penetrare la lama nel ceppo, afferrare il martello da scandole nel punto di incontro tra lama e manico onde evitare di colpirsi accidentalmente le dita con il maglio.